# Cândido Damm
Cândido Damm (Rio de Janeiro, 4 de junho de  1962) é um ator e comediante brasileiro, filho do fotógrafo Flávio Damm, conhecido por seu trabalho como o Visconde de Sabugosa do Sítio do Picapau Amarelo. Também foi integrante dos humorísticos '"Os Caras de Pau e Zorra.

## Filmografia

### Televisão
| Ano     | Título                                     | Personagem                   | Nota                                           |
| ------- | ------------------------------------------ | ---------------------------- | ---------------------------------------------- |
| 1991    | Salomé                                     | Boiardo                      |                                                |
| 1994    | Incidente em Antares                       | Pacheco                      |                                                |
| 1995    | Engraçadinha... Seus Amores e Seus Pecados | Cabeça de Ovo                |                                                |
| 1998    | Dona Flor e Seus Dois Maridos              | Melado                       |                                                |
| 2001–04 | Sítio do Picapau Amarelo                   | Visconde de Sabugosa         |                                                |
| 2005    | Sítio do Picapau Amarelo                   | Dom Quixote                  | Episódio: "Dom Quixote"                        |
| 2007    | Amazônia, de Galvez a Chico Mendes         | Uhthoff                      |                                                |
| 2009–13 | Os Caras de Pau                            | Vários personagens           |                                                |
| 2009    | Aline                                      | Evandro                      | Episódio: "Aline no Rio de Janeiro"            |
| 2009    | A Grande Família                           | Dr. Mesquita                 | Temporada 9                                    |
| 2010    | A Vida Alheia                              | Maurílio                     | Episódio: "A Bolsa"                            |
| 2013    | Gonzaga: de Pai pra Filho                  | Diretor do colégio           |                                                |
| 2014    | As Canalhas                                | Júlio                        | Episódio: "Gisleine"                           |
| 2015–20 | Zorra                                      | Mendigo / Vários Personagens |                                                |
| 2016    | Criança Esperança                          | Visconde de Sabugosa         | Episódio: "2 de julho                          |
| 2017–19 | Filhos da Pátria                           | Olegário                     |                                                |
| 2021    | Quanto Mais Vida, Melhor!                  | Celso Terrare                | Episódio: "10 de dezembro" e vários flashbacks |
| 2023    | Todo Dia a Mesma Noite                     | Felipe Campos                |                                                |

### Cinema
| Ano  | Título                                        | Papel                  |
| ---- | --------------------------------------------- | ---------------------- |
| 1980 | Parceiros da Aventura                         | Vizinho                |
| 1983 | Bar Esperança                                 |                        |
| 1986 | Ópera do Malandro                             |                        |
| 1987 | O País dos Tenentes                           | Hélio Silva            |
| 1987 | Romance da Empregada                          |                        |
| 1996 | Quem Matou Pixote?                            | Carbonara              |
| 1999 | Zoando na TV                                  | Misterioso             |
| 2000 | Estorvo                                       | Louco                  |
| 2001 | O Xangô de Baker Street                       | Inojosas               |
| 2011 | Heleno                                        |                        |
| 2013 | A Idade de Ouro do Pânico                     | Pai                    |
| 2013 | Toca pra Diabo                                |                        |
| 2014 | Os Caras de Pau em O Misterioso Roubo do Anel | Apresentador do jornal |
| 2016 | Quase Memória                                 | Horácio                |

## Teatro[2]
- 1987 - Pluft, o Musical
- 1988 - Maroquinhas Fru-Fru
- 1989 - O Diamante do Grão-Mogol
- 1990 - A Mulher Carioca aos 22 Anos
- 1991 - O Tiro Que Mudou a História
- 1992 - Tiradentes, Inconfidência no Rio
- 1993 - Vestido de Noiva
- 1994 - Senhora dos Afogados
- 1996 - O Mercador de Veneza
- 1996 - Tristão e Isolda
- 1999 - Bugiaria - O Processo de João Cointa
- 2008 - A Invenção de Morel
- 2022 - Os Reis do Riso